# Зініарі
Зініарі (фр. Ziniaré) — місто й міська комуна Буркіна-Фасо.
Місто Зініарі розташовано в центральній частині Буркіна-Фасо, за 35 кілометрів на північний схід від столиці країни, Уагадугу. Є головним містом області Центральне Плато та провінції Убрітенга. Адміністративно поділяється на 5 секторів. Чисельність населення міської комуни становить 68 026 чоловік (станом на 2006 рік). Чинний мер — Жоанні Кабре.
Зініарі населено переважно представниками народу мосі.
| Буркіна-Фасо | Це незавершена стаття з географії Буркіна-Фасо. Ви можете допомогти проєкту, виправивши або дописавши її. |